# Melanotaenia eachamensis
Melanotaenia eachamensis là một loài cá thuộc họ Melanotaeniidae. Nó là loài đặc hữu của Yidyam (Lake Eacham), Queensland, Úc. 